# Leuchtturm Romanshorn
Der Leuchtturm vor Romanshorn, auch bekannt als «Schlagwerk», liegt im Bodensee und markiert seit der Dampfschifffahrtszeit im Jahr 1894 eine Untiefe, die zahlreichen Schiffen zum Verhängnis wurde. Diese grössere, für Schiffe zu umfahrende Untiefe wird auch «Platte» oder im Volksmund «Horn» genannt (daher der Name der Stadt: «Romanshorn»). Der Leuchtturm in Romanshorn ist nur einer von insgesamt fünf «echten» Leuchttürmen in der Schweiz.
Der kleine Leuchtturm steht 670 Meter östlich der Hafeneinfahrt von Romanshorn.
Auf einem Stahlgestell ist ein weisses Laternenhaus mit rotem Band und weissem Kegeldach montiert. Über dem Laternenhaus befindet sich eine Glocke und ein rot leuchtendes Festfeuer. Zusätzlich blinkt ein weisses Licht im Intervall von 2,5 Sekunden.
An der Seeseite des Leuchtturms befindet sich das Seezeichen «22 CH».
Das Schlagwerk war eine der ersten elektrischen Anlagen in Romanshorn.

## Geschichte
Die Sicherheit des Dampfschifffahrtbetriebes war zur Zeit ihres Aufkommens eines der wichtigsten Themen für den österreichischen Alt-Regierungsrat Emil Krumholz. Dieser verfasste ein Buch über die Ursprünge der Dampfschiffe auf dem Bodensee und setzte sich für die Kennzeichnung der Zufahrtsstrassen und Hindernisse auf dem Bodensee ein. Er erreichte etwa die Errichtung von Glockenschlagwerken in der Konstanzer Bucht sowie am vorderen Eichhorn. Krumholz trat schliesslich auch im Frühjahr 1893 an die Thurgauer Regierung heran mit der Anfrage für die Erstellung eines Nebelsignalapparates vor der Untiefe des Romanshorner Hafens.
Die Regierung des Kantons Thurgau anerkannte 1894 die volle Berechtigung des gestellten Ansuchens, ein Leuchtfeuer vor dem Hafen von Romanshorn zu bauen, und bewilligte dieses Ansuchen. Bis zu diesem Entscheid liefen immer wieder Schiffe in der Untiefe vor Romanshorn auf Grund und sanken. Mit dem Ausbau des Hafens und der Eisenbahn nahm zu dieser Zeit der Verkehr stark zu, und es musste nach einer einfachen und finanzierbaren Lösung für den Schiffsverkehr gesucht werden.
Zuvor hatte man die Absicht, die Untiefe bis auf 2,5 m Wassertiefe komplett auszubaggern, um diese auf diese Weise aus der Welt zu schaffen. Die Kosten der hierzu erforderlichen Baggerungen und Sprengungen stellten sich jedoch so hoch, dass man auf den von den Dampfschifffahrtsanstalten gemachten Antrag zurückkam und am östlichen Ende der Platte ein Glockenschlagwerk errichtete.
Dieses Glockenschlagwerk wurde am 15. Dezember 1894 dem Betrieb übergeben und besteht aus vier Teilen: aus dem Glockenschlagwerke, einem eingebauten Elektromotor, welcher das Glockenschlagwerk in Gang setzt, aus der Leitung und aus der Stromquelle. Die beiden erstgenannten Teile befinden sich auf der Untiefe. Die Stromquelle ist in der Nähe des Lagerhauses untergebracht. Der Signalapparat gibt 20 Glockenschläge in der Minute ab, die bei normaler Witterung auf 15 km Entfernung deutlich hörbar sind. Das Glockenschlagwerk wurde über eine Anregung auch noch mit einem elektrischen Licht ausgestattet, das oberhalb der Glocke aufgestellt ist und während der nebelfreien Nächte den ankommenden Schiffen den Standort des Apparates schon von weitem kenntlich macht. In dieser modernen, allen Anforderungen des Betriebes genügenden Ausgestaltung bewährte sich der akustische und optische Signalapparat vor Romanshorn schon während des ersten Winters aufs beste und bewirkte, dass das Anlaufen dieses Hafens bei Nacht oder Nebel ohne jede Gefahr vor sich gehen kann.

## Abbruch und Bau einer Nachbildung
Im Jahr 1978 wurde der durchgerostete und nicht mehr den Normen entsprechende Leuchtturm abgebrochen. Wind und Wetter hatten dem Leuchtturm zugesetzt. Der damalige Leuchtturm wurde durch eine rein funktionale Plattform mit nautischen Lichtzeichen ersetzt.
Nicht alle Romanshorner wollten sich an den Gedanken gewöhnen, keinen Leuchtturm mehr zu haben. Ein Initiativkomitee um den Romanshorner Emil Hitz machte sich deshalb 1988 daran, 35'000 Franken für den Bau einer originalgetreuen Nachbildung zu sammeln. Es wurde ein Verein gegründet.
Die Bemühungen waren schon bald von Erfolg gekrönt: Ende August 1989 wurde das Replikat im Rahmen eines grossen Festes mit Gästen aus dem In- und Ausland enthüllt. Der mittlerweile verstorbene Hitz wurde zum ersten Leuchtturm-Wächter ernannt. «Mit dem Leuchtturm wird es nun möglich, den deutschen Landsleuten jeden Abend einen Gute-Nacht-Gruss rüberzuschicken», sagte der damalige Gemeindeammann Walter Anderes.
Der Leuchtturm Romanshorn gehört mit dem Glockenschlagwerk Friedrichshafen, dem Glockenschlagwerk «Hinteres Eichhorn» und dem Glockenschlagwerk Lindau zu den vier grossen Ansteuerungsfeuern auf dem Bodensee.

## Technik

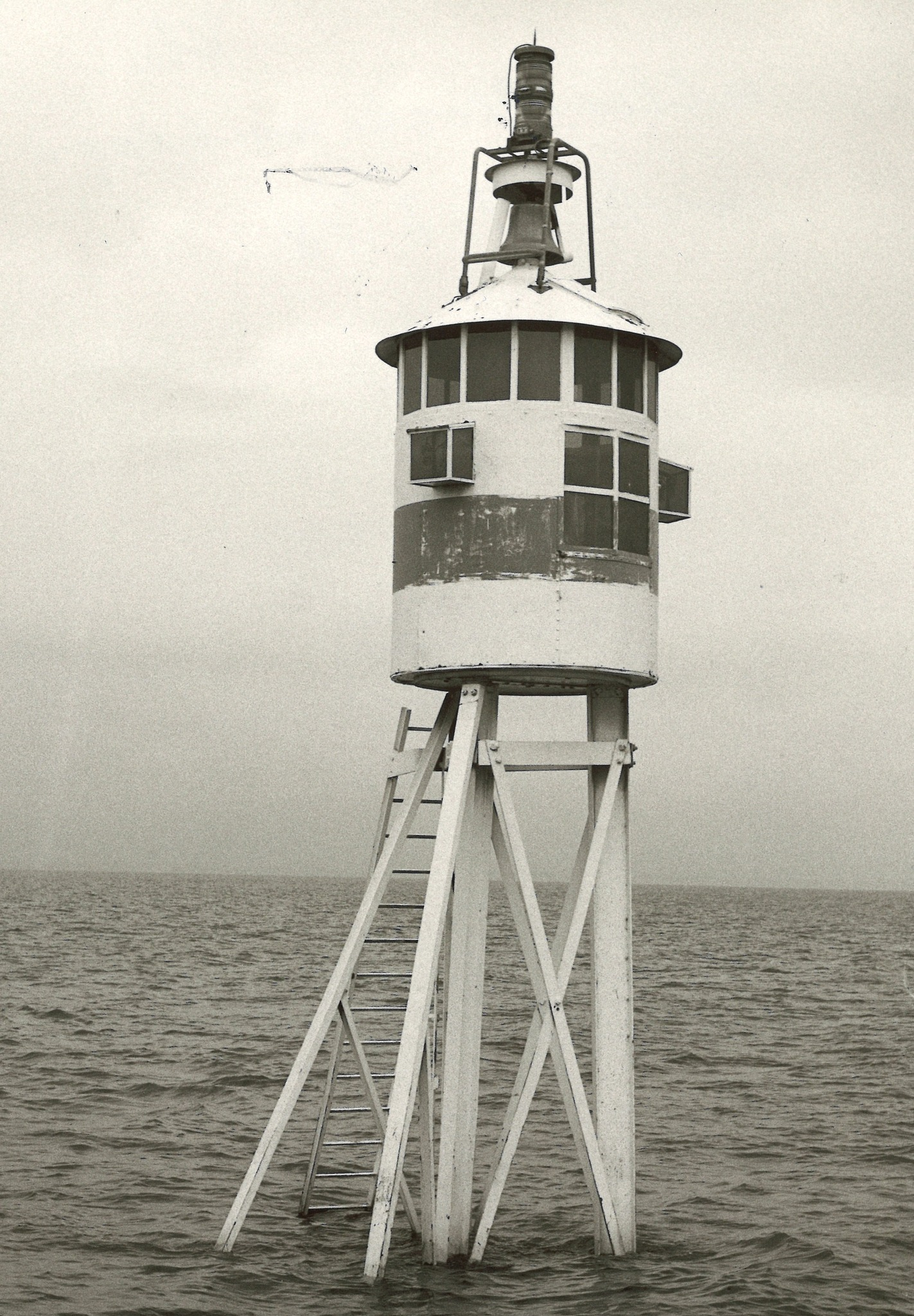
Der Leuchtturm vor seinem Abriss 1978

Dieser 12 Meter hohe Leuchtturm steht 670 Meter östlich der Hafeneinfahrt von Romanshorn. Auf einem Stahlgestell ist ein weisses Laternenhaus mit rotem Band und weissem Kegeldach montiert. Über dem Laternenhaus befinden sich eine Glocke und ein rot leuchtendes Festfeuer.
Die Kennung des Leuchtturms zeigt 2025 ein fixes rotes Leuchtfeuer sowie ein für jeweils 2,5 Sekunden leuchtendes weisses Leuchtfeuer (Gleichtaktfeuer). Diese Kennung wurde zuvor mehrmals durch technische Anpassungen verändert. 2024 wurden die Lichtspiegel ausgetauscht, da diese nicht mehr klar waren.
Die Glocke auf dem Leuchtturm ist heute ohne Funktion.[7] Heute lautet die Kennung des Leuchtturmes F R & ISO W 2.5s (Fixes rotes Licht mit Gleichtaktfeuer weiss für 2,5 Sekunden).

## Touristischer Nutzen

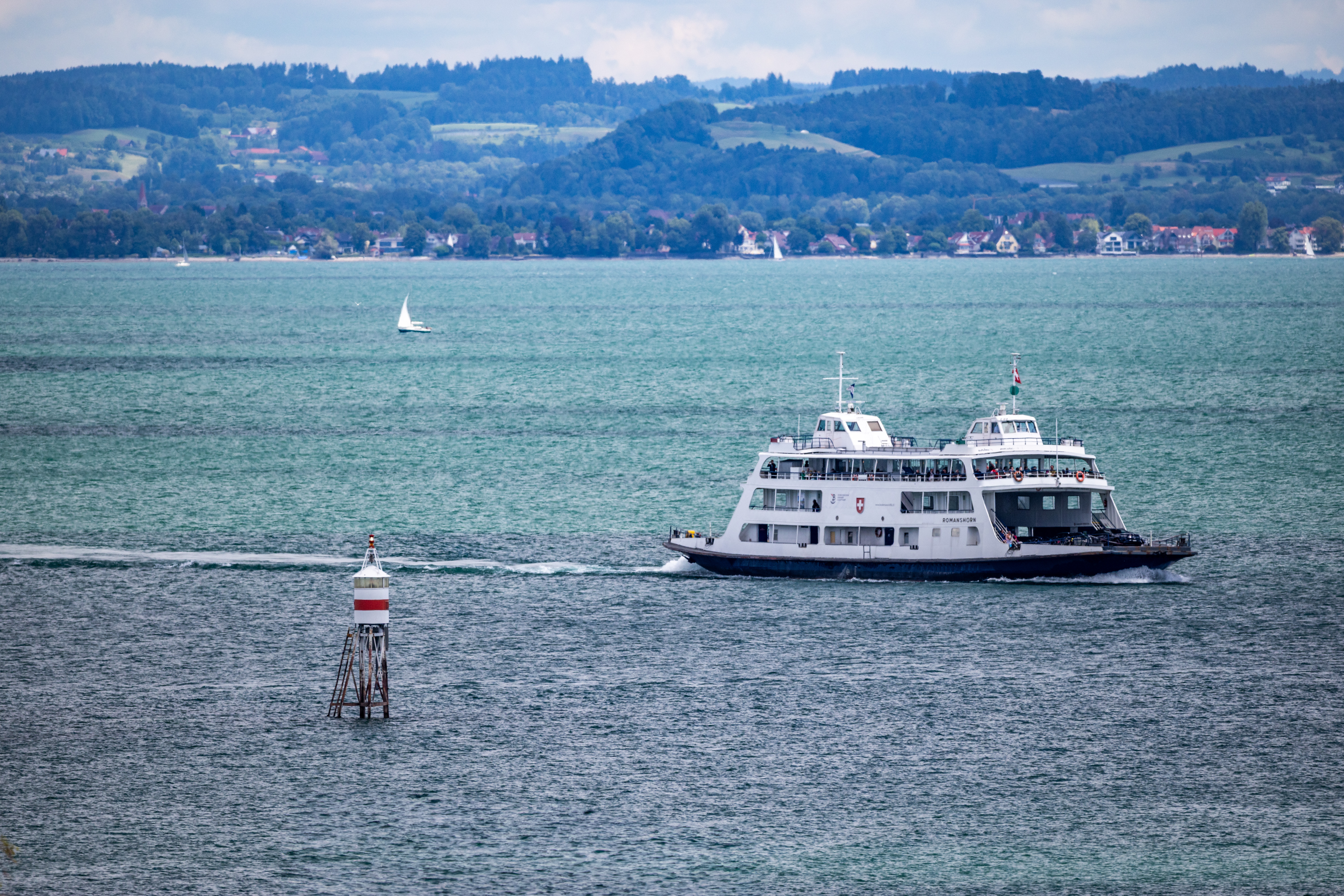
Hafenpartie in Romanshorn. Die Motorfähre «Romanshorn» fährt über den Bodensee in ihren Heimathafen ein.

Touristisch gehört der Leuchtturm von Romanshorn zu den Sehenswürdigkeiten der Hafenstadt Romanshorn. Diverse Firmen und Tourismusorganisationen werben mit dem Leuchtturm als Markenzeichen der Region.
Seit dem 4. Juni 2017 bietet die Stadt Romanshorn jeden Sonntag Hafenrundfahrten mit dem Motorschiff «Zeppelin» an. Dabei werden den Gästen die Geschichte über den Bau der Hafenanlage sowie dessen Hintergründe nähergebracht. Der Leuchtturm ist eines der Highlights der Tour.
Die Hafenstadt Romanshorn verleiht alle zwei Jahre einen Anerkennungspreis für Engagement und Integration in Form eines Romanshorner Leuchtturms.
Eine Nachbildung des Leuchtturms steht seit 2022 auch in der beliebten Hafen-Gastronomie «Gustav Kahn». Dort trägt der Leuchtturm eine Discokugel als Leuchtfeuer.
In der Stadt wurde im Frühling 2024 ein grosses Wandbild für das geplante «Stadthaus+» erstellt. Darauf ist gross der Romanshorner Leuchtturm zu erkennen. Erstellt wurde die Kunstmalerei vom bekannten Künstler Dominik Rüegg.
Im Frühling 2025 wurde bekannt, dass mehrere Initianten planen, einen zweiten Leuchtturm im Hafen von Romanshorn zu bauen. Dieser Leuchtturm soll auf der Aussenmole des Werfthafens der Schweizerischen Bodenseeschifffahrt gebaut werden und die Hafeneinfahrt zum dortigen Hafen markieren.